# Cathedral Parkway–Calle 110 (línea de la Octava Avenida)
La Cathedral Parkway–Calle 110 es una estación en la línea de la Octava Avenida del Metro de Nueva York de la B del Brooklyn-Manhattan Transit Corporation. La estación se encuentra localizada en Morningside Heights, Manhattan entre la Calle 110 (Cathedral Parkway) y Frederick Douglass Boulevard. La estación es servida en la madrugada por los trenes del Servicio , los días de semana hasta las 11:00pm por el servicio  y por el día y las noche a excepción de las madrugadas por el servicio .
Las pinturas de la estación son de 1999 y se llaman Migrations (Migraciones) por Christopher Wynter.